# Noville (Zwitserland)
Noville is een gemeente en plaats in het Zwitserse kanton Vaud, en maakt deel uit van het district Aigle.
Noville telt 652 inwoners.

## Geboren in Noville
- Jean-Marc Bory (1934-2001), acteur